# Epiphora lugardi
Epiphora lugardi är en fjärilsart som beskrevs av Kirby 1894. Epiphora lugardi ingår i släktet Epiphora och familjen påfågelsspinnare. Inga underarter finns listade i Catalogue of Life.